# Кальф, Геррит
Геррит Кальф (нидерл. Gerrit Kalff; 30 июня 1856, Зволле —31 августа 1923, Засниц) — нидерландский историк литературы.
Сын торговца. Окончил школу и гимназию в Зволле, лицей в Амстердаме и наконец Лейденский университет (1875), где его наставником был В. Й. А. Йонкблут. В течение года проходил военную службу, затем преподавал в гимназии в Харлеме и в коммерческом училище в Амстердаме. В 1883 г. защитил в Лейденском университете докторскую диссертацию «Песня в Средние века» (нидерл. Het lied in de middeleeuwen, опубликована как монография в 1884 г.). Преподавал в гимназии в Амстердаме, в 1896—1901 гг. профессор Утрехтского университета, а затем до конца жизни Лейденского университета, в 1917—1918 гг. его ректор. Действительный член Королевской академии наук и искусств Нидерландов (1911), рыцарь Ордена Нидерландского льва (1912).
Труды Кальфа преимущественно посвящены истории нидерландской литературы и театра. Наиболее значительны его работы «История нидерландской литературы XVI века» (нидерл. Geschiedenis der Nederlandsche letterkunde in de zestiende eeuw; 1889—1906, в семи выпусках), «Литература и театр в Амстердаме XVII века» (нидерл. Literatuur en tooneel te Amsterdam in de zeventiende eeuw; 1895), «Очерки о нидерландских поэтах XVII века» (нидерл. Studiën over Nederlandsche dichters der zeventiende eeuw; 1901, переиздание 1915). Кальф также выпустил книгу о Якобе Катсе (1901), биографию Йоста ван ден Вондела и подробное исследование легенды о «Летучем Голландце» (нидерл. De sage van den vliegenden Hollander; naar behandling, oorsprong en zin onderzocht; 1923). Его итоговый труд «Западноевропейская литература» (нидерл. Westeuropeesche Letterkunde; 1923—1924, в двух томах) вышел посмертно с добавлением биографии автора.